# Podocarpus humbertii
Podocarpus humbertii — вид хвойних рослин родини подокарпових.

## Поширення, екологія
Країни поширення: Мадагаскар. Росте в суб-вологому лісі, сухому низовинному листяному лісі, в заростях або лісистих пустках на гірських вершинах з гнейсу і граніту. Висота коливається від 1600 м до 2410 м над рівнем моря за даними на гербарних зразків. У первинному описі (де Laubenfels 1972) він, як повідомляється, росте до 2800 м над рівнем моря.

## Використання
Економічне застосування не зафіксовано цього виду. Імовірно, використовується на дрова локально.

## Загрози та охорона
Його місце існування в частині сухого низовинного листяного лісу, знаходиться під тиском з боку випасу. Триває зниження і деградація частини середовища проживання. Цей вид був зібраний в наступних ПОТ: англ. Tsaratanana Reserve, Marojejy National Park and Anjanaharibe-Sud Special Reserve, Mont Tsaratanana.